# Jiří Hřebec
Jiří Hřebec (* 19. září 1950 Teplice) je tenisový trenér a bývalý československý profesionální tenista. V průběhu kariéry vyhrál tři turnaje ATP Tour ve dvouhře a čtyři ve čtyřhře. Na žebříčku ATP byl pro dvouhru nejvýše postaven v dubnu 1974 na 25. místě. V období 1973–1977 figuroval na 2. příčce československého singlového žebříčku.
Praktikoval celodvorcový tenis s velmi rychlým pohybem. Slabší stránkou byla horší koncentrace a psychická labilita.

## Tenisová kariéra
V roce 1968 se stal dorosteneckým mistrem ČSSR ve dvouhře, o rok později (1969) zakončil sezónu na 4. místě světového juniorského žebříčku (do 21 let). Byl členem vítězného reprezentačního družstva v Galeově poháru 1970. Roku 1971 byl mužským mistrem ČSSR jak ve dvouhře, tak i ve čtyřhře a šampionem Skandinávie v hale.
Roku 1973 triumfoval v prvním československém turnaji Grand prix hraném v Praze, kde porazil mj. Jana Kodeše a vyhrál také mistrovství Jižní Austrálie v Adelaide. V roce 1977 zvítězil v San Jose a stal se mezinárodním mistrem ČSSR z Bratislavy.
V československém daviscupovém týmu debutoval v roce 1972 1. kolem evropské zóny proti Belgii, v němž prohráli s Kukalem čtyřhru. V soutěži odehrál kvalitní zápasy, když například v roce 1973 porazil v Melbourne Johna Newcomba a s Rodem Laverem prohrál těsně v pětisetovém zápase. Ve finále Davis Cupu 1975 odehrál proti Švédsku dva singly. Po hladké porážce od Borga porazil Bengtsona. Československo soupeři podlehlo 2:3 na zápasy. Celkem nastoupil k sedmnácti mezistátním utkáním s bilancí 17–12 ve dvouhře a 1–4 ve čtyřhře.

## Soukromý život a trenérství
V roce 1981 společně s manželkou emigroval do Německa, zpět do vlasti se natrvalo vrátil až v roce 1997. Studoval na tehdejší SPŠ zeměměřické, tomuto oboru se nevěnuje a působí jako tenisový trenér.
V září 2010, ve věku šedesáti let, prodělal operaci kyčle. Působí jako trenér mládeže štvanického klubu I. ČLTK Praha. První žena s jeho dcerou a vnukem žijí v Německu. V roce 2004 se mu narodila druhá dcera.

## Finále turnajů ATP (17)

### Dvouhra vítězství (3)
| Č. | Datum          | Turnaj                | Povrch      | Soupeř ve finále | Výsledek                |
| 1. | 28. říjen 1973 | Praha, Československo | antuka      | Jan Kodeš        | 4–6, 6–1, 3–6, 6–0, 7–5 |
| 2. | 9. únor 1975   | Basilej, Švýcarsko    | koberec (h) | Ilie Năstase     | 6–1, 7–6, 2–6, 6–4      |
| 3. | 14. únor 1977  | San Jose, USA         | tvrdý       | Sandy Mayer      | 3–6, 6–4, 7–5           |

### Dvouhra finále (5)
- 1974: Atlanta (prohrál s Dickem Stocktonem), Düsseldorf (prohrál s Bernardem Mignotem)
- 1975: Memphis (prohrál s Haroldem Solomonem)
- 1976: Basilej (prohrál s Janem Kodešem)
- 1977: Berlín (prohrál s Paolo Bertoluccim)

### Čtyřhra vítězství (4)
| Č. | Datum             | Turnaj              | Povrch      | Partner   | Soupeři ve finále                     | Výsledek      |
| 1. | 4. únor 1973      | Des Moines, USA     | tvrdý (i)   | Jan Kukal | Juan Gisbert Ion Ţiriac               | 4–6, 7–6, 6–1 |
| 2. | 9. červenec 1974  | Düsseldorf, Německo | antuka      | Jan Kodeš | Kenichi Hirai Toshiro Sakai           | 6–1, 6–4      |
| 3. | 18. červenec 1976 | Kitzbühel, Rakousko | antuka      | Jan Kodeš | Jürgen Fassbender Hans-Jürgen Pohmann | 6–7, 6–2, 6–4 |
| 4. | 14. březen 1977   | Helsinky, Finsko    | koberec (h) | Hans Kary | David Lloyd John Lloyd                | 5–7 7–6 6–4   |

### Čtyřhra účast ve finále (5)
- 1972: Monte Carlo (partner František Pála, prohráli s Patrice Beustem a Daniel Contet)
- 1973: Salt Lake City (partner Jan Kukal, prohráli s Mike Estepem a Raúl Ramírezem)
- 1976: Basilej (partner Jan Kodeš, prohráli s Frew McMillan a Tom Okker)
- 1980: Nice (partner Stanislav Birner, prohráli s Chris Delaney a Kim Warwickem)
- 1981: Nancy (partner John Feaver, prohráli s Ilie Năstasem a Adriano Panatta)